# Chi Haotian
Chi Haotian, född 1929 i Zhaoyuan, Shandong, är en pensionerad kinesisk general och kommunistisk politiker. Han är en av få nu levande kinesiska militärer på ledande nivå som har både stridserfarenhet och lång politisk erfarenhet.
Chi deltog som soldat i Åttonde Routearmén under andra sino-japanska kriget och gick med i Kinas kommunistiska parti 1946.
1973 utnämndes han till vice politiske kommissarie över Pekings militärregion och han var stf. chefredaktör över den officiella tidningen Folkets dagblad.
Efter att Deng Xiaoping inledde ekonomiska reformer har Chi Haotian haft en rad viktiga positioner inom stat, parti och militär. 1982 valdes han in i partiets centralkommitté och 1997 blev han ledamot i politbyrån. 1995-2001 var han vice ordförande i centrala militärkommissionen. 1993 blev han ledamot i statsrådet som försvarsminister, vilket han förblev fram till 2003. Han har numera avgått från de flesta av sina formella positioner, men har fortfarande stort inflytande inom det kinesiska försvaret.
Han spelade en framträdande roll i undertyckandet av protesterna på Himmelska fridens torg 1989. 
I februari 2005 påstås Chi Haotian ha hållit ett tal för partiets ledning, i vilket han förespråkade att Kina skulle invadera USA för att kolonisera kontinenten. Talets autenticitet har inte kunnat bekräftas, men den kinesiske dissidenten och författaren Zheng Yi anser att talet avslöjar KKP:s "verkliga ansikte".